# Антон Янев
Антон (Андон) Янев Папуцчиев е български просветен деец, общественик и революционер, деец на Вътрешната македоно-одринска революционна организация.

## Биография
Антон Янев е роден през 1875 година в гевгелийското село Смоквица, тогава в Османската империя. И баща му Яне и брат му Гоно Янев са дейци на ВМОРО, а той самият е учител. След убийството на гъркоманския учител в Миравци през ноември 1899 година Андон Янев, Тодор Танчев Боцин и Андон Чунчев са арестувани, но скоро след това са освободени.
При избухването на Балканската война Антон Янев е доброволец в Македоно-одринското опълчение, в четата на Аргир Манасиев и 13 кукушка дружина. Установява се в България, където се включва в дейността на македонската емиграция. 
Участва като делегат от Кушукавашкото братство в обединителния конгрес на Македонската федеративна организация и Съюза на македонските емигрантски организации от януари 1923 година. През 1924 година става деловодител на Илинденската организация. Делегат е и е член на постоянното бюро на Дванадесетия конгрес на Илинденската организация от август 1942 година.
Синът му, Крум Янев, в 1935 година завършва земеделие в Софийския университет.

## Трудове
- Яневъ, Антонъ. Леонидъ Янковъ //  Илюстрация Илиндень 7 (27).   Илинденска организация, Септемврий 1930. с. 10 - 11.
- А., Я. Гоно (Георги) Яневъ //  Илюстрация Илиндень 8 (18).   Илинденска организация, Юлий 1929. с. 16.